# Hornschuchia bryotrophe
Hornschuchia bryotrophe là loài thực vật có hoa thuộc họ Na. Loài này được Christian Gottfried Daniel Nees von Esenbeck mô tả khoa học đầu tiên năm 1821.

## Phân bố
Loài này có tại các bang Bahia, Espírito Santo và Rio de Janeiro ở miền đông Brasil.

## Mô tả
Loài này có trong các khu rừng mưa Đại Tây Dương và vùng sinh thái trảng cỏ nhiệt đới Cerrado.